# 法醫女王
《Unnatural 法醫女王》（日语：アンナチュラル）是日本TBS電視台于2018年1月12日至3月16日在「週五連續劇」時段播出的法医题材電視劇，由石原里美主演，野木亞紀子担任编剧。
网络平台方面，台灣KKTV每週日24:00同步日本更新繁体字幕版本，香港myTV SUPER緊貼日本进度即时上线；電視平台方面，台灣緯來日本台自2018年5月15日起，每周一至周五23:15播出。

## 故事簡介
本劇以日本厚生劳动省新設立的「不自然死因研究所」英語：为舞台，通过三澄美琴（石原里美 饰）等法醫团队对非自然死亡尸体进行解剖调查，揭开隐藏在异常死因背后的社会真相。每集以单元剧形式呈现独立案件，同时贯穿主线剧情。

## 登場角色

### 主要角色
| 角色 （劇中年齡）                | 演員                      | 粵語配音 | 介紹 |
| 雨宮美琴（幼年）／ 三澄美琴 (33) | 石原聰美 幼年期：稲垣來泉 | 陳皓宜   | UDI Lab的法醫解剖師，三澄組的執刀，有解剖過1,500具屍體的實績。 原是醫科大學法醫學的副教授，4個月前轉職到UDI。凡事講求合理性，覺得與其浪費時間爭執，不如以智慧和笑容渡過難關。 原姓雨宮，幼年時，生母給全家餵食安眠藥後燒炭自殺，美琴是事件中唯一生還者，之後被寄養在三澄家，改姓為三澄。                                                                                      |
| 中堂系 (41)                      | 井浦新                    | 陳欣     | UDI Lab的法醫解剖師，中堂組的執刀，解剖實績約3,000具。 8年前曾在日彰醫大的法醫學教室工作，在UDI研究所任職約已一年。 態度惡劣，說話刻薄，搭檔的臨床檢查技師經常換人，也沒有配置記錄員。和美琴衝突不斷，之後緩和。 經常在研究所內留宿，所長室裡的中堂私人物品有愈來愈多的跡象。 8年前在日彰醫大工作時解剖被殺死棄屍的女友，曾因此被警方誤會殺死女友而被捕，最後查出其並非兇手。 |
| 久部六郎 (26)                    | 窪田正孝                  | 李凱傑   | UDI Lab三澄組的紀錄員，來打工的菜鳥醫大生，曾經休學，劇中因故曾辭掉UDI打工生職業。劇末已重新復學並重新申請UDI打工生之職。 在UDI負責解剖時的照片拍攝和整理解剖記錄，也會跟著檢視遺體、實地調查。 擅長使用網路，有時會把自己當刑警推理案件，都被東海林戲稱是「糊塗偵探」。 其祖父，父親及兩名兄長全部為醫生。                                                                   |
| 東海林夕子 (35)                  | 市川實日子                | 曾佩儀   | UDI Lab三澄班的臨床檢查技師，出身自藥學系。 在UDI成立時就已經加入，是元老級成員，之前則是任職於監查醫（法醫）務院。 重視生活多於工作，目前最在意的問題是「職場只有遺體，完全沒有邂逅」。 好惡分明，和中堂幾乎無話可說，對其他人則是口無遮攔。與美琴認識了很久，在新環境也很合拍。 把聯誼活動稱作是「異性交流會」。                                                            |
| 三澄夏代 (53)                    | 藥師丸博子 （特別出演）   | 陸惠玲   | 美琴養母 在「坂下法律事務所」擔任律師，專門負責離婚等民事案件。 個性乾脆直爽，只要覺得好的就會立刻行動，這有時讓美琴很傷腦筋。 |
| 神倉保夫 (55)                    | 松重豐                    | 朱子聰   | UDI Lab的所長，前厚生劳动省高官。 目標是將UDI Lab擴展到全日本，及非自然死亡的死者解剖率能夠上升。 UDI的財源主要來自政府補助金，隨時可能關門大吉，但他並沒有告知成員，反而放任大家自由發揮。 |

### 其他角色
| 角色 （劇中年齡） | 演員              | 粵語配音 | 介紹 |
| 末次康介 (45)     | 池田鐵洋          | 馮志輝   | 「週刊Journal」的編輯，久部六郎飲酒的好友。                                                                                                  |
| 木林南雲 (28)     | 龍星涼            | 關令翹   | Forest（日语：フォレスト）殯儀館的職員。負責把遺體運送到UDI。 協助中堂尋找與其女友死亡相關之屍體。                                                     |
| 三澄秋彦 (25)     | 小笠原海 (超特急) | 黃積權   | 三澄美琴的弟弟，補習學校的老師。 |
| 坂本誠 (50)       | 飯尾和樹          | 劉昭文   | UDI Lab中堂班的臨床檢查技師。以前在大阪監察醫事務所工作。 非常喜歡姆明。 因不滿常被中堂粗暴指責而投訴被職場欺凌，後來離開UDI，至大結局回歸。 |
| 關谷聰史 (33)     | 福士誠治          | 曹啟謙   | 三澄美琴的未婚夫，後與美琴分手。 |
| 宍戶理一 (43)     | 北村有起哉        | 潘文柏   | 自由記者。為了搜集獨家猛料而不擇手段，處理大量屍體的UDI是他的目標。                                                                          |
| 毛利忠治 (39)     | 大倉孝二          | 李錦綸   | 西武藏野署的刑警。負責委託UDI進行解剖工作。                                                                                                  |
| 向島進 (34)       | 吉田ウーロン太    | 陳卓智   | 西武藏野署的刑警。負責委託UDI進行解剖工作。                                                                                                  |
| 糀谷夕希子 (33)   | 橋本真實          | 陳琴雲   | 中堂系的已故女友，於定食屋工作及文詠館的繪本畫家，曾出版過「茶色小鳥」的繪本。 八年前被殺後棄屍在垃圾堆中。                                  |

### 客串角色

#### 第1集　無名之毒
| 角色 （劇中年齡） | 演員       | 粵語配音 | 介紹                                                 |
| 馬場路子          | 山口紗彌加 | 詹健兒   | 高野島渡的未婚妻。                                   |
| 駕籠武            | 村井國夫   | 盧國權   | 東央醫科大學醫院院長。                               |
| 敷島直美          | 石野洋子   | 黃玉娟   | 敷島由果的母親。                                     |
| 高野島健一        | 野添義弘   | 林國雄   | 高野島渡的父親。                                     |
| 高野島響子        | 長野里美   | 梁少霞   | 高野島渡的母親。                                     |
| 松戸              | 石原善暢   | 鄧志堅   | 高野島渡的上司。                                     |
| 高野島渡          | 野村修一   |          | 在沙特阿拉伯出差回來後，於家中突然死亡。             |
| 田邊              | 浦まゆ     | 何璐怡   | 高野島渡的同事。                                     |
| 敷島由果          | 田中こなつ | 吳羨婷   | 和高野島渡一起工作，在高野島渡死亡後翌日也突然死亡。 |
| 新聞節目MC        | 藤井ペイジ |          |                                                      |

#### 第2集　死志遺書
| 角色 （劇中年齡） | 演員                    | 粵語配音 | 介紹                                                                                     |
| 松倉花 (18)       | 松村沙友理 （乃木坂46） | 何寶珊   | 和三毛貓一起被軟禁。                                                                     |
| 三毛貓(ミケ)      | 菅野莉央                | 成瑤孆   | 真實身份不明，集體燒炭的4名死者之一，美琴解剖的結果指出她是凍死。                        |
| 松倉幸太          | 麻倉卓也                | 張錦江   | 松倉花的父親。                                                                           |
| 松倉智惠          | 森谷ふみ                | 伍秀霞   | 松倉花的母親。                                                                           |
| 大沼悟            | 栄信                    | 陳耀楠   | 在網上扮成女性的男人。自稱「雪」，接近一些有意自殺的少女，是把三毛貓和松倉花軟禁的嫌犯。 |
| 小關浩二          | ニクまろ                | 譚炳文   | 自殺網站管理人。當發生集體自殺事件後，即把網站關閉。                                     |
| 店長              | 株元英彰                | 陳灝瑋   | 三毛貓打工地方的店長，由於米可是前店長雇用，所以他不清楚三毛的真實姓名。                 |
| 團子屋店員        | ふくまつみ              | 雷碧娜   | 售賣有鹿溫泉特產「鹿肉咖哩風味飯糰」的「伊勢屋」店員。                                   |
| 網吧店員          | 川崎誠司                | 周倚天   | 在三毛貓居住的網吧工作的店員。                                                           |
| 雨宮祥子          | 細野今日子              | 魏惠娥   | 24年前「一家四人同歸於盡事件」的死者，三澄美琴生母。                                     |

#### 第3集　意料之外的証人
| 角色 （劇中年齡） | 演員       | 粵語配音 | 介紹 |
| 烏田守            | 吹越滿     | 葉振聲   | 在「主婦Blogger殺人事件」擔任檢察官，有「顛倒是非黑白」的綽號。                                                         |
| 櫻小路要一        | 溫水洋一   | 張炳強   | 上述案件的被告人，櫻小路雫的丈夫。無業，生活靠父母的遺產，興趣是收集Figure。                                            |
| 龜岡文行          | 大谷亮介   | 招世亮   | 櫻小路要一的律師，邀請美琴擔任辨方證人。                                                                                |
| 草野              | 齋藤洋介   | 林國雄   | 東都大學法醫學教授，40年教學經驗，解剖超過一萬五千具屍體的法醫解剖醫。 在這案件中擔任檢察方的證人，質疑美琴的解剖經驗。 |
| 櫻小路雫          | 音月桂     | 梁少霞   | 著名主婦Blogger，上述事件的被害者，要一的妻子。                                                                         |
| 門松              | 今井隆文   | 劉奕希   | 《週刊Journal》末次的同事，與實戶打賭這次判決的結果。                                                                   |
| 正木              | ひかる一平 | 張錦江   | 櫻小路雫的經理人，第一個發現雫的屍體。                                                                                  |
| 刈谷              | 清水優     | 陳耀楠   | 櫻小路雫的弟弟，在神田經營京都料理店。殺死自己姐姐的兇手                                                                |
| 筒井              | 氏家惠     | 沈小蘭   | 坂本的律師。 |
| 北                | 蒲公仁     | 陳永信   | 裁判官。 |

#### 第4集　為了誰而勞動
| 角色 （劇中年齡） | 演員       | 粵語配音 | 介紹                                                                                            |
| 佐野可奈子        | 戶田菜穗   | 謝潔貞   | 祐斗的妻子，其丈夫於電單車意外中身亡，夏代因為想幫助她而委託UDI解剖祐斗的屍體，查明其真實死因。 |
| 佐野祐斗          | 坪倉由幸   | 雷霆     | 「幸福蜂蜜蛋糕」工廠生產負責人，每月加班超過140小時。在電單車意外中死亡，死因是蛛網膜下腔出血。 |
| 松永              | 春海四方   | 盧國權   | 「幸福蜂蜜蛋糕」廠長，為了確認意外的責任而代表其公司來到UDI。                                   |
| 佐野祐            | 藤村真優   | 陳琴雲   | 祐斗和可奈子的兒子。                                                                            |
| 田中              | 菊田大輔   | 麥皓豐   | 醫院律師，為了確認意外的責任而代表醫院來到UDI。                                                 |
| 木村              | 阿部亮平   | 劉奕希   | 電單車店長，為了確認意外的責任而來到UDI。                                                       |
| 社長              | 澀江讓二   | 李鎮然   | 「幸福蜂蜜蛋糕」社長。                                                                          |
| 課長              | 大塚ヒロタ |          | 「幸福蜂蜜蛋糕」課長。                                                                          |
| 佐野百合奈        | 野田あかり |          | 祐斗和可奈子的女兒。                                                                            |

#### 第5集　死之報復
| 角色 （劇中年齡） | 演員     | 粵語配音 | 介紹                                                                                    |
| 鈴木巧            | 泉澤祐希 | 李震權   | 死者果步的戀人，由東京搬到青森同居，是一對情侶。由於相信果步不是自殺，希望UDI可以解剖。 |
| まゆ              | 城戸愛莉 | 何璐怡   | 「青森中央漁業協同組合」的職員，果步的同事。                                            |
| 果步的母親        | 佐藤直子 | 黃麗芳   | 反對果步與巧在一起，拒絕UDI解剖其女兒的屍體。                                           |
| 釣魚人            | 五頭岳夫 | 黃子敬   | 釣魚時目擊一名女子掉進海裡。                                                            |
| 鈴木果步          | 青木美香 | 葉曉欣   | 巧的戀人，死者。                                                                        |

#### 第6集　不是朋友
| 角色 （劇中年齡） | 演員       | 粵語配音 | 介紹                           |
| 岩永充            | 竹財輝之助 | 曹啟謙   | 初創企業「Gate-C」社長。       |
| 立花圭吾          | 鈴木裕樹   | 陳耀楠   | 飛機師。                       |
| 權田原登          | 岩永洋昭   | 鄧志堅   | 事件的被害者。                 |
| 細川隆文          | 三宅克幸   | 張錦江   | 外資銀行家，與權田原同期死亡。 |
| 小早川            | 中野剛     | 馮錦堂   | 警視廳搜查二課刑事。           |

#### 第7集　殺人遊戲
| 角色 （劇中年齡） | 演員       | 粵語配音 | 介紹                                                                                 |
| 白井一馬 (16)     | 望月步     | 陳灝瑋   | 翠川高等學校1年級A組學生，為了要證實有關驗屍的事，透過秋彥約見美琴，但結果沒有赴約。 |
| 横山伸也 (16)     | 神尾楓珠   | 李震權   | 翠川高等學校1年級A組學生，曾經幫助過白井，與白井是朋友，出現在直播中的死者。         |
| 齋藤              | ふせえり   | 沈小蘭   | 翠川高等學校校長。                                                                   |
| 宮前              | 螢雪次朗   | 招世亮   | 少年課刑警。                                                                         |
| 1年A組班主任      | 谷田歩     | 蕭徽勇   | 翠川高等學校教師。                                                                   |
| 小池颯太 (16)     | 小野寺晃良 | 林筠翔   | 翠川高等學校1年級A組學生。                                                           |
| 苑乃 (16)         | 森高愛     | 何寶珊   | 翠川高等學校1年級A組學生，班級委員。                                                 |
| 澤田              | 大地伸永   |          | 翠川高等學校1年級A組學生。                                                           |
| 松本              | 押田岳     |          | 翠川高等學校1年級A組學生。                                                           |

#### 第8集　歸途遙遠
| 角色 （劇中年齡）          | 演員               | 粵語配音 | 介紹                                                             |
| 久部俊哉                   | 伊武雅刀           | 盧國權   | 六郎的父親，帝日大學教授。                                       |
| 屋敷                       | ミッキー・カーチス | 林國雄   | 垃圾屋屋主，不願認領其妻子的遺體。                               |
| 町田雅次                   | 木場勝己           | 黃子敬   | 三郎父親，前消防員。                                             |
| 高瀬文人 （第9集・最終話） | 尾上寛之           | 麥皓豐   | 增子地區雜居大廈火警意外倖存者，後來證實為連環殺人案的行兇者。   |
| 町田修子                   | 松熊つる松         | 蔡惠萍   | 三郎母親。                                                       |
| 町田三郎 (42)              | 一ノ瀬ワタル       | 葉振聲   | 增子地區雜居大廈火警意外死者。                                   |
| 結城                       | 瑛蓮               | 何璐怡   | 增子地區雜居大廈2樓小食店職員。                                  |
| 橘芹菜                     | 葉月みかん         |          | 在被禁止進入的大廈旁邊大樓發現的屍體，其口中有「紅色金魚」圖案。 |

#### 第9集　敵人的樣子
| 角色 （劇中年齡） | 演員     | 粵語配音 | 介紹                                                               |
| 室崎匡大          | 大石吾朗 | 林國雄   | 警察廳刑事局長，阻止《週刊Journal》報導UDI疑似收受非法賄賂的報導。 |
| 調酒師            | 柳憂怜   | 葉振聲   |                                                                    |
| 大崎めぐみ        | 黒沢恵梨 | 劉惠雲   | 在出租物業被電槍擊倒的女性。                                       |

#### 最終話　旅程的終點
| 角色 （劇中年齡） | 演員     | 粵語配音 | 介紹                                                                        |
| 糀谷和有          | 国広富之 | 招世亮   | 糀谷夕希子的父親，居住於美國。因8年前其女兒被殺一事，一直誤會中堂就是兇手。 |

## 播出日程
| 集數                                                    | 播出日期 | 標題             | 副標                                           | 導演       | 收視率 | 備註       |
| ------------------------------------------------------- | -------- | ---------------- | ---------------------------------------------- | ---------- | ------ | ---------- |
| 1                                                       | 1月12日  | 無名之毒 /       | 無名之毒…解开連續非自然死亡之谜 /              | 塚原亞由子 | 12.7%  | 延長15分鐘 |
| 2                                                       | 1月19日  | 死志遺書 /       | 全家人的强迫自杀......假装自杀事件的真相是!? / | 塚原亞由子 | 13.1%  |            |
| 3                                                       | 1月26日  | 意料之外的証人 / | 能拯救無辜的人吗? 勝訴率0.01%的逆轉判決 /      | 竹村謙太郎 | 10.6%  |            |
| 4                                                       | 2月2日   | 為誰工作 /       | 謎之交通事故死!?黑心企業殺害了丈夫！ /         | 塚原亞由子 | 11.4%  |            |
| 5                                                       | 2月9日   | 死之報復 /       | 遺體是偷來的!?亡妻是自殺?他殺? /               | 塚原亞由子 | 9.0%   |            |
| 6                                                       | 2月16日  | 不是朋友 /       | 謎之高級派對連續殺人…同事變成嫌疑犯!? /        | 竹村謙太郎 | 10.1%  |            |
| 7                                                       | 2月23日  | 殺人遊戲 /       | 殺人犯的網路直播!?拯救被囚禁的人質吧 /         | 村尾嘉昭   | 9.3%   |            |
| 8                                                       | 3月2日   | 遙遠的家 /       | 謎之大樓火災!被燒死的遺體所留下的最后訊息 /    | 塚原亞由子 | 10.5%  |            |
| 9                                                       | 3月9日   | 敵人的樣子 /     | 連續殺人魔就在身邊!揭開沉寂8年的真相 /         | 竹村謙太郎 | 10.6%  |            |
| 10                                                      | 3月16日  | 旅程的終點 /     | 崩壞的危機…UDI夥伴們最後的奮戰 /               | 塚原亞由子 | 13.3%  | 延長10分鐘 |
| 平均收視率11.1%（收視率由Video Research於關東地區統計） |          |                  |                                                |            |        |            |

## 獎項
| 名稱                           | 獎項     | 得獎者                           | 結果 |
| ------------------------------ | -------- | -------------------------------- | ---- |
| 第55回銀河賞                   | 優秀賞   | UNNATURAL                        | 獲獎 |
| 第44回放送文化基金賞           | 最優秀賞 | UNNATURAL                        | 獲獎 |
| 2018東京國際戲劇節             | 優秀賞   | UNNATURAL                        | 獲獎 |
| 2018東京國際戲劇節             | 女主角賞 | 石原聰美                         | 獲獎 |
| 2018東京國際戲劇節             | 劇本賞   | 野木亞紀子                       | 獲獎 |
| 2018東京國際戲劇節             | 導演賞   | 塚原亞由子                       | 獲獎 |
| 2018東京國際戲劇節             | 特別賞   | UNNATURAL                        | 獲獎 |
| 2018東京國際戲劇節             | 主題曲賞 | 《Lemon》米津玄師                | 獲獎 |
| 第11回CONFiDENCE日劇大獎       | 作品賞   | UNNATURAL                        | 獲獎 |
| 第11回CONFiDENCE日劇大獎       | 女主角賞 | 石原聰美                         | 獲獎 |
| 第11回CONFiDENCE日劇大獎       | 男配角賞 | 井浦新                           | 獲獎 |
| 第11回CONFiDENCE日劇大獎       | 劇本賞   | 野木亞紀子                       | 獲獎 |
| 第96回日劇學院賞               | 作品賞   | UNNATURAL                        | 獲獎 |
| 第96回日劇學院賞               | 女主角賞 | 石原聰美                         | 獲獎 |
| 第96回日劇學院賞               | 男配角賞 | 井浦新                           | 獲獎 |
| 第96回日劇學院賞               | 主題曲賞 | 《Lemon》米津玄師                | 獲獎 |
| 第96回日劇學院賞               | 導演賞   | 塚原亞由子、竹村謙太郎、村尾嘉昭 | 獲獎 |
| 第96回日劇學院賞               | 劇本賞   | 野木亞紀子                       | 獲獎 |
| 第21回日刊體育日劇大賞         | 女主角賞 | 石原聰美                         | 獲獎 |
| 第28回TV LIFE年度日劇大賞      | 女主角賞 | 石原聰美                         | 獲獎 |
| 2018CONFiDENCE日劇大獎年度大獎 | 女主角賞 | 石原聰美                         | 獲獎 |
| 2018CONFiDENCE日劇大獎年度大獎 | 劇本賞   | 野木亞紀子                       | 獲獎 |

## 脚注
1. ↑  米津玄師, , 2018-02-26  [2018-03-26], （原始内容存档于2021-02-11）
2. ↑  .   [2024-09-07]. （原始内容存档于2024-09-07） （中文（臺灣））.
3. 1 2  . 明報新聞網. 2017-09-13  [2018-01-13]. （原始内容存档于2021-02-11）.
4. ↑  . KKTV.   [2018-05-04]. （原始内容存档于2020-01-16）.
5. ↑  .   [2018-04-16]. （原始内容存档于2019-02-18）.
6. ↑  . ORICON NEWS (oricon ME). 2017-12-08  [2017-12-08]. （原始内容存档于2017-12-08）.
7. ↑  . ORICON NEWS (oricon ME). 2017-11-27  [2017-12-01]. （原始内容存档于2019-09-14）.
8. ↑  . 映画ナタリー (ナターシャ). 2017-11-05  [2017-11-24]. （原始内容存档于2020-09-23）.
9. ↑  .   [2018-01-13]. （原始内容存档于2018-01-13）.
10. ↑  . スポーツ報知. 2018-01-15  [2018-01-15]. （原始内容存档于2018-01-16）.
11. ↑  . スポーツ報知. 2018-01-22  [2018-01-22]. （原始内容存档于2018-01-22）.
12. ↑  . スポーツ報知. 2018-01-29  [2018-01-29]. （原始内容存档于2018-01-29）.
13. ↑  . スポーツ報知. 2018-02-05  [2018-02-05]. （原始内容存档于2018-02-06）.
14. ↑  . スポーツ報知. 2018-02-13  [2018-02-13]. （原始内容存档于2018-02-14）.
15. ↑  . スポーツ報知. 2018-02-19  [2018-02-19]. （原始内容存档于2018-02-19）.
16. ↑  . スポーツ報知. 2018-02-26  [2018-02-28]. （原始内容存档于2018-03-01）.
17. ↑  . スポーツ報知. 2018-03-05  [2018-03-05]. （原始内容存档于2018-06-22）.
18. ↑  . スポーツ報知. 2018-03-12  [2018-03-12]. （原始内容存档于2018-03-12）.
19. ↑  . スポーツ報知. 2018-03-19  [2018-03-19]. （原始内容存档于2018-08-16）.
20. ↑  . 2018-04-27  [2018-05-02]. （原始内容存档于2018年4月28日）.
21. ↑  . 2018-06-06  [2018-06-06]. （原始内容存档于2021-10-09）.
22. ↑  . 2018-10-25  [2018-10-25]. （原始内容存档于2021-01-19）.
23. ↑  . ORICON NEWS (oricon ME). 2018-04-27  [2018-05-02]. （原始内容存档于2019-09-14）.
24. ↑  . ORICON NEWS. 2019-03-01  [2019-03-01]. （原始内容存档于2019-03-01） （日语）.

## 外部連結
- 《UNNATURAL》 （页面存档备份，存于）－TBS官方網站
- 《UNNATURAL》的X（前Twitter）

## 節目變遷
| 日本 TBS電視台 週五連續劇              | 日本 TBS電視台 週五連續劇                    | 日本 TBS電視台 週五連續劇 |
| -------------------------------------- | -------------------------------------------- | ------------------------- |
|                                        | UNNATURAL （2018.01.12 - 2018.03.16）        |                           |
| 產科醫鴻鳥2 (2017.10.13 - 2017.12.22） | 有家可歸的戀人們 （2018.04.13 - 2018.06.22） |                           |

| 臺灣 緯來日本台 週一至週五 22:00-24:00               | 臺灣 緯來日本台 週一至週五 22:00-24:00 | 臺灣 緯來日本台 週一至週五 22:00-24:00   |
| ---------------------------------------------------- | -------------------------------------- | ---------------------------------------- |
|                                                      | 法醫女王 （2018.05.16 - 2018.05.29)    |                                          |
| BG終極保鑣（重播） （2018.05.03 - 2018.05.15）       | —                                      |                                          |
| 週一至週五 21:00-22:00                               |                                        |                                          |
| —                                                    | 法醫女王 （2019.03.13 - 2019.03.26)    | —                                        |
| 週一至週五 22:00-23:00                               |                                        |                                          |
| —                                                    | 法醫女王 （2020.05.01 - 2020.05.14)    | —                                        |
| GO HOME ～帶往生者回家～ （2024.10.01 - 2024.10.14） | 法醫女王 （2024.10.15 - 2024.10.28）   | 貴婦們的戰爭 （2024.10.29 - 2024.11.08） |

| 香港 無綫電視J2 星期六 22:35－23:35 · 6月9日及8月25日 22:35－23:45 · 6月23日及7月7日 暫停播映 | 香港 無綫電視J2 星期六 22:35－23:35 · 6月9日及8月25日 22:35－23:45 · 6月23日及7月7日 暫停播映 | 香港 無綫電視J2 星期六 22:35－23:35 · 6月9日及8月25日 22:35－23:45 · 6月23日及7月7日 暫停播映 |
| --------------------------------------------------------------------------------------------- | --------------------------------------------------------------------------------------------- | --------------------------------------------------------------------------------------------- |
|                                                                                               | 不自然死因研究所 （2018.06.09 - 2018.08.25）                                                  |                                                                                               |
| （2018.02.24 - 2018.05.26）                                                                   | （2018.09.01 - 2018.）                                                                        |                                                                                               |